# Estación de Saint-Mandé
Saint-Mandé es una estación de la línea 1 del metro de París, situada en el municipio homónimo, al este de la capital.

## Historia
Cuando se abrió la estación en 1934 se llamaba Tourelle por la presencia histórica de torres de defensa avanzadas del Castillo de Vincennes, destruidas desde hace mucho tiempo, aunque el topónimo persistió. El nombre se cambió por Saint-Mandé - Tourelle el 26 de abril de 1937, hasta que en 2002 se adoptó el nombre actual. 
Antiguamente la estación Picpus de línea 6 se llamaba Saint-Mandé al estar próxima a la avenida homónima.

## Descripción
La estación está situada bajo la Avenida de París de Saint-Mandé entre la plaza del General Leclerc y la calle del Parque. Se compone de dos andenes laterales de 105 metros y de dos vías.
Está diseñada en bóveda elíptica revestida completamente de los clásicos azulejos blancos biselados del metro parisino.
Su iluminación fue renovada en 2010, como el resto de la estación, empleando el modelo vagues (olas) con estructuras casi adheridas a la bóveda que sobrevuelan ambos andenes proyectando la luz en varias direcciones.
La señalización por su parte usa la moderna tipografía Parisine LED donde el nombre de la estación aparece en letras blancas sobre un panel metálico de color azul.
Por último, los asientos de la estación son los modernos Coquille o Smiley, unos asientos en forma de cuenco inclinado para que parte del mismo pueda usarse como respaldo y que poseen un hueco en la base en forma de sonrisa.
Como toda las estaciones de la línea 1 dispone de puertas de andén.

## Accesos
La estación dispone de 5 accesos. 
- Av. de París, 68bis
- Av. de París, 113
- Av. de París, 125
- Av. de París, 127
- Av. de París, 180